# Edward James O’Brien Croker

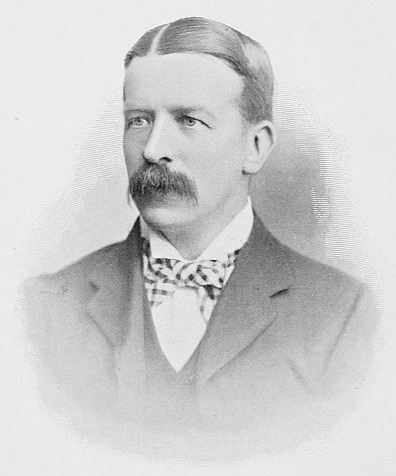
Edward James O’Brien Croker

Edward James O’Brien Croker (* 16. April 1847 in Belturbet; † 10. Januar 1921 in Dublin) war Betriebsdirektor mehrerer Eisenbahngesellschaften in Irland.

## Leben
Nach seinem Abschluss an der Morgan’s School in Castleknock arbeitete Croker ursprünglich in einer Rechtsanwaltskanzlei. Seine Leidenschaft für die Eisenbahn führte ihn 1878 als Sachbearbeiter zur Great Southern and Western Railway (GSWR). 1885 wurde er dort stellvertretender Abteilungsleiter für den Gütertransport und ab 1890 war er als District Superintendent verantwortlich für einen rund 560 km langen Teil des Streckennetzes der Gesellschaft.
1894 wechselte er als Generaldirektor zur Cork, Bandon and South Coast Railway (CB&SCR) und deren Tochtergesellschaften der Ballinascarthy Junction and Timoleague Railway und der Timoleague and Courtmacsherry Extension Light Railways. In seiner Amtszeit führte er viele Verbesserungen ein und die CB&SCR entwickelte sich unter ihm zu einer erfolgreichen Eisenbahngesellschaft.
1903 ging er als erster Irish Traffic Manager zur britischen Great Western Railway, wo er für alle geschäftlichen Tätigkeiten der englischen Gesellschaft in Irland verantwortlich war. Dort blieb er bis zu seinem Ruhestand im April 1914.
Neben seiner Arbeit für die verschiedenen Eisenbahngesellschaften war er maßgeblich am Aufbau der 1895 gegründeten Irish Tourist Development Association, einer Vorgängerorganisation der heutigen Tourismusbehörde Fáilte Ireland, beteiligt.
Croker starb am 10. Januar 1921 im Alter von 73 Jahren. Er hinterließ seine Frau, fünf Söhne und eine Tochter.

## Veröffentlichung
- Retrospective lessons on railway strikes, United Kingdom. Simpkin, Marshall, Hamilton, Kent and Co., London, 1898

Dieses Buch war eine umfassende Studie über die Eisenbahnerstreiks im Vereinigten Königreich im ausgehenden 19. Jahrhundert. Es behandelte die Ursachen von Streiks, die Auswirkungen auf die Wirtschaft und die Lehren aus vergangenen Streiks. Angesichts der damals zunehmenden Arbeitsunruhen bot dieses Buch wertvolle Einblicke in die Herausforderungen bei der Verwaltung von Arbeitsbeziehungen in einer komplexen und dynamischen Branche wie dem Eisenbahnwesen.